# Selbsterkenntnis
Selbsterkenntnis (selten auch Autognosie von griechisch αὐτός autos, deutsch ‚selbst‘, und γνῶσις gnosis, deutsch ‚Erkenntnis‘) ist die Erkenntnis einer Person über das eigene Selbst. Selbsterkenntnis ist eng verwandt mit Selbstreflexion, dem Nachdenken über sich selbst (Selbstbeobachtung), und der Selbstkritik, dem kritischen Hinterfragen und Beurteilen des eigenen Denkens, der eigenen Standpunkte und Handlungen. Die Fähigkeit zur Selbsterkenntnis setzt die Existenz von Selbstbewusstsein voraus, welches man als „reflexives, besonnenes Bewusstsein des eigenen Ich“ definieren kann. Selbsterkenntnis setzt damit eine gewisse Objektivität der Selbstbeobachtung und des Selbstbildes voraus, das heißt die „richtige Beurteilung der Eigenschaften, Dispositionen, Kräfte, Werte des Selbst, geschöpft aus der Vergleichung der Betätigungen und Reaktionen des Ich im Leben, in der sozialen Gemeinschaft“.
Selbsterkenntnis ist eine grundlegende menschliche Fähigkeit, die außer von der Philosophie unter anderem auch von der Psychologie und insbesondere von der Verstehenden Psychologie untersucht wird. In der Pädagogik widmet sich v. a. die Humanistische Pädagogik der Erforschung und Entwicklung von Lehr- und Lernwegen zur Bildung von Selbsterkenntnis. Sie ist auch Grundlage der Intersubjektivität, also des Verstehens von anderen Menschen, und damit eine wichtige Voraussetzung für ein funktionierendes soziales Zusammenleben. Das Gegenteil von Selbsterkenntnis ist Selbsttäuschung.
Eine Folge zu geringer Selbsterkenntnis kann Selbstüberschätzung oder Selbstunterschätzung sein. Letzteres ist ein kaum verwendeter Begriff; er wird überwiegend in psychologischen Kontexten verwendet (siehe auch Minderwertigkeitskomplex, Mauerblümchen).

## Philosophischer Begriff
Für den antiken griechischen Philosophen Sokrates ist Selbsterkenntnis die Bedingung für Sittlichkeit. Der unter anderem bei Heraklit überlieferte, oft auch Thales oder den Sieben Weisen zugeschriebene Wahlspruch Gnothi seauton („Erkenne Dich selbst“) schmückte den Eingang des antiken Apollontempels zu Delphi. Die Forderung nach Selbsterkenntnis ist damit eine der ältesten und nach wie vor wichtigsten Forderungen der Philosophie an den Einzelnen.
Erkenntnistheoretisch beruht die philosophische Struktur von Selbsterkenntnis auf einer Rückwendung des Erkenntnisvorgangs auf die erkennende Person selbst (siehe auch Hermeneutik). Anreiz zu diesem Erkennen ist die Überwindung der „Subjekt-Objekt-Spaltung“. Nach Karl Jaspers liegt Selbstreflexion „innerhalb der umfassenden Beziehung des Bewussten und Unbewussten“. Subjekt-Objekt-Spaltung bestehe insofern auch in uns selbst, eben im inneren Gegensatz von bewusst und unbewusst, nicht nur in unserem stets unvollkommenen Bezug zur Außenwelt.

## Psychoanalyse
Selbst bezeichnet im Sinne der Psychoanalyse die Vorstellungen über einen selbst und seine Beziehungen zur Umwelt. Selbsterkenntnis in diesem Zusammenhang ist der Wissenserwerb über die eigenen psychischen Fähigkeiten, Möglichkeiten und Realitäten. Sie ist Voraussetzung der Selbstverwirklichung. In der Psychoanalyse als Behandlungsverfahren ist die Fähigkeit zur Selbsterkenntnis und Selbstreflexion Grundvoraussetzung für den Erfolg der Behandlung. Auch wenn eine Person die Fähigkeit zur Selbsterkenntnis besitzt, wird diese durch innere Widerstände erschwert, die sich dem Anerkennen unliebsamer Details der eigenen Person oder der Umwelt widersetzen wollen.

## Mystik
Selbsterkenntnis kann ferner als Ergebnis der Erfahrung von Zeitlosigkeit im Sinne der Mystik angesehen werden. Bei Plotin ist der Zustand der Zeitlosigkeit durch völlige Selbsterkenntnis, Gegenwärtigkeit und das Loslassen von Wünschen und Zukunftsvorstellungen gekennzeichnet. Ähnliche Aussagen finden sich in vielen Schriften von Theologen, Mystikern und der Philosophia perennis wieder. Um die „Gottesgeburt in der Seele“ zu verwirklichen, so lehrt Meister Eckhart, muss man die Vorstellung von Zeit aus dem alltäglichen Leben entfernen. Die Erfahrung der Zeitlosigkeit erfordere die Aufgabe der Identifikation mit Sinneswahrnehmungen, und in einem gewissen Sinne auch mit dem Verstand bzw. Wissen, mithin den Grundlagen der Alltagserfahrung und Wissenschaften.

## Theoretische Modelle
Es stehen zahlreiche theoretische Modelle zur Verfügung, die sich mit Selbsterkenntnis beschäftigen. Hierzu zählen Persönlichkeitstests und Modelle wie beispielsweise die Big Five, der MBTI oder das Enneagramm.

## Zitate
- „Die längste Reise ist die Reise nach innen.“[6]
- „Eine größere Gunst als die der Selbsterkenntnis kann ein Gott dem Menschen nicht gewähren.“[7]